# 谷家衛
谷家 衛（たにや まもる、1962年 - ）は、日本の投資家。公益財団法人国際文化会館理事、一般財団法人アジア・パシフィック・イニシアティブ理事。

## 概要
- 兵庫県神戸市生まれ。灘中学校・高等学校、東京大学法学部卒業。
- ソロモン・ブラザーズを経て、チューダー・インベストメントに勤務後、同社東京事務所をMBOした形であすかアセットマネジメント株式会社を創業[1]、代表取締役社長になる。同社はライフネット生命創業時の発起人兼・筆頭株主となった[要出典]。
- 2013年、ロボアドバイザーで個人投資家の資金を預かる株式会社お金のデザインの取締役会長に就任[2]。
- 長野県軽井沢にある全寮制の国際高等学校インターナショナル・スクール・オブ・アジア軽井沢（ISAK）に発起人代表として参加[3]。
- 2016年、クラウドファンディング最大手の株式会社CAMPFIREの取締役会長に就任[要出典]、現在は特別顧問となっている[4]。
- ISAKやCAMPFIREの他、国際人権NGOヒューマン・ライツ・ウォッチ、LGBT（レズビアン・ゲイ・バイセクシュアル・トランスジェンダー）をサポートする認定NPO法人グッド・エイジング・エールズなど様々な団体や企業を支援している[5]。谷家が関与する主な企業は増資と減資を繰り返す経営手法をとる[6]。